# VV Cicerone
El VV Cicerone fue un equipo de fútbol de Surinam que alguna vez jugó en la SVB Hoofdklasse, la máxima categoría de fútbol en el país.

## Historia
Fue fundado el 1 de febrero de 1929 en la capital Paramaribo como la sección de fútbol que formaba parte de Cicerone, fundado el 26 de octubre de 1910 como un grupo de danza artística, a la cual se le fueron creando secciones en otros deportes como baloncesto y korfbol.
Debutó en la SVB Hoofdklasse en la temporada de 1930, y dos años más tarde ganó su primer título de liga, el primero de cuatro que ganó de manera consecutiva, y también ganó 5 títulos de copa local, siendo su época más exitosa. El 2 de septiembre de 1933 se convirtió en el primer equipo de Surinam en enfrentarse en un partido ante un cuadro de Venezuela en la capital Paramaribo, empatando 1-1 ante el Deportivo Español. También tuvo una racha de 24 partidos seguidos sin perder, racha que terminó al perder ante el SV Voorwaarts.
El club desapareció al terminar la temporada de 1958 mientras jugaba en la tercera categoría.

## Palmarés
- SVB Hoofdklasse: 4[4]

1931–32, 1932–33, 1933–34, 1934–35
- Dragtenbeker: 2[5]

1932, 1933
- Emancipatiebeker: 2[5]

1933, 1936
- Cup Bueno: 1[5]

1933

## Jugadores

### Jugadores destacados
| - Charles Naloop - Robin Pinas - Leo Rijzenburg - Cedric Cairo - Charles Wijdenbosch - Richard Wijdenbosch | - Jan Eendragt - Anton Balrak - Bil Bromet - Cornelis Naloop - Eugene René Enz |